# Серые бурозубки
Серые бурозубки (Notiosorex) — род семейства землеройковых (Soricidae), обитающий в пустынях Северной Америки.

## Особенности
Эти землеройки являются одними из самых мелких представителей своего семейства, достигая длины тела от 5 до 7 сантиметров и длины хвоста от 2 до 3 сантиметров. Вес колеблется от 3 до 5 г. Мех серый сверху, снизу чуть светлее. Уши заметно выступают из меха.

## Распространение и среда обитания
Серые бурозубки распространены на юго-западе США (от Калифорнии до Арканзаса) и севере Мексики (от Нижней Калифорнии до Тамаулипаса). Их предпочитаемые биотопы — полупустыни и другие засушливые места обитания, но они не слишком разборчивы в выборе мест обитания.

## образ жизни
Эти животные лучше приспособлены к засушливой среде обитания, чем другие землеройки. Скорость метаболизма у них понижена, что уменьшает потери влаги при дыхании, а моча имеет высокую концентрацию. Во времена нехватки еды они впадают в оцепенение.
В отличие от многих других землероек, эти животные не роют себе норы, а используют норы других животных или строят гнездо из коры, листьев и шерсти на поверхности земли. Есть даже сообщения, что они иногда заходят в ульи.
Эти животные ведут ночной образ жизни и питаются в основном насекомыми и другими беспозвоночными.

## Воспроизведение
Спаривание может происходить круглый год, и самка часто приносит два помёта в год, содержащих до шести новорожденных. Через два месяца после рождения молодые становятся половозрелыми, продолжительность жизни редко превышает год.

## Систематика
Различают четыре вида серых бурозубок:
- Notiosorex crawfordi до недавнего времени была единственным известным видом. Она обитает на юго-западе США и северо-западе Мексики.
- Notiosorex villai этот вид был научно описан в 2000 году и обитает в штате Тамаулипас, Мексика.
- Notiosorex evotis обитает на западном побережье Мексики.
- Notiosorex cockrumi был научно описан в 2004 году, этот вид известен только из Аризоны.